# Roletto
Roletto est une commune italienne de la ville métropolitaine de Turin, dans la région Piémont.

## Géographie
Roletto est située au pied du Mont Muretto et à l'intérieur du « Val Noce ».  

## Administration
| Période                                  | Période | Identité         | Étiquette | Qualité |
| ---------------------------------------- | ------- | ---------------- | --------- | ------- |
|                                          |         | Maurizio Tiranti |           |         |
| Les données manquantes sont à compléter. |         |                  |           |         |

### Communes limitrophes
Pignerol, Frossasco, Cantalupa.